# Кашліков Кирило Григорович
Кири́ло Григо́рович Ка́шліков (нар. 11 травня 1969, Новосибірськ) — актор театру і кіно, режисер, педагог. Народний артист України (2011). Генеральний директор-художній керівник Національного театру ім. Лесі Українки (з 30 грудня 2022 року).

## Життєпис
1993 — закінчив Київський інститут театрального мистецтва імені Івана Карпенка-Карого (викладачі Аркадій Гашинський та Михайло Рєзникович).
Від 1993 — актор Національного театру ім. Лесі Українки в Києві, а з 2000 року також — художній керівник Професійної студії молодих акторів при театрі Лесі Українки.
2008 року отримав премію «Київська пектораль» за кращий режисерський дебют (спектакль «Солдатики»).
Згодом став директором-розпорядником театру.
Одружений з актрисою Ольгою Гришиною. 2011 року у пари народилась донька.
Навесні 2022 року де-факто очолив посаду генерального директора Національного академічного драматичного театру імені Лесі Українки, приймаючи всі основні рішення. 30 грудня 2022 року був затверджений на цій посаді рішенням Міністерства культури України.

## Ролі
- Алджернон («Як важливо бути серйозним» О. Вайлда)
- Де Гіш («Молоді роки короля Людовіка XIV» за А. Дюма)
- Директор («Дерева вмирають стоячи» А. Касони)
- Стенлі Поуні «Занадто одружений таксист», «Занадто щасливий батько» Р. Куні
- Чарльз Серфес («Школа лихослів'я» Р. Шерідана)
- Пігден (Спектакль № 13 (Шалена ніч, або Одруження Пігдена))

## Театральні постановки
- 2007 — «Солдатики»
- 2014 — «Джульєтта і Ромео»
- 2016 — «Вид з мосту» Артура Міллера
- 2017 — «Ей, ти, — привіт!»
- 2018 — «Загадкове нічне вбивство собаки» Саймона Стівенса за романом Марка Хеддона
- 2019 — «Добрі люди» за Антоном Чеховим
- 2020 — «Каліка з острова Інішмаан» Мартіна Мак-Дони
- 2022 — «Переклади» Браяна Фріла
- 2024 — «Поромник» Джеза Баттерворта

## Кінорежисура
- 2011 — Ластівчине гніздо

## Визнання
- 2003 — Заслужений артист України[2]
- 2011 — Народний артист України[1]